# Bykowce (rejon krzemieniecki)
Bykowce (ukr. Биківці) – wieś na Ukrainie w rejonie krzemienieckim należącym do obwodu tarnopolskiego.
W okresie międzywojennym w miejscowości stacjonowała kompania graniczna KOP „Bykowce”.
Po wojnie do Bykowiec przyłączono odległą o 3km wieś Michałówka.